# Goh Bak Karieng
Goh Bak Karieng är en kulle i Indonesien.   Den ligger i provinsen Aceh, i den västra delen av landet, 1 800 km nordväst om huvudstaden Jakarta. Toppen på Goh Bak Karieng är 214 meter över havet.
Terrängen runt Goh Bak Karieng är huvudsakligen kuperad, men åt nordost är den platt. Havet är nära Goh Bak Karieng åt nordväst.Runt Goh Bak Karieng är det tätbefolkat, med 286 invånare per kvadratkilometer. Närmaste större samhälle är Banda Aceh, 11,6 km öster om Goh Bak Karieng. 